# لورنس د. ماركس
لورنس د. ماركس أو لورنس دانيال ماركس (بالإنجليزية: Laurence D. Marks) (ولد في 4 يوليو 1954) هو فيزيائي أمريكي، وأستاذ أمريكي فخري في علم وهندسة المواد في جامعة نورث وسترن. ساهم في دراسة الجسيمات النانوية، وعمل في مجالات المجهر الإلكتروني، والانحراف البلوري، وعلم البلورات.
لورنس دانيال ماركس (ولد في 4 يوليو 1954) هو أستاذ أمريكي فخري في علم وهندسة المواد في جامعة نورث وسترن. ساهم في دراسة الجسيمات النانوية، وعمل في مجالات المجهر الإلكتروني، والانحراف البلوري، وعلم البلورات.

## النشأة والتعليم
التحق ماركس بمدرسة ترينيتي التابعة لمدرسة جون ويتجيفت في كرويدون، وكان يلعب الشطرنج بشكل تنافسي مع المدرسة، وفاز ببطولة الشطرنج البريطانية تحت سن 21 في عام 1973.
درس في كلية الملك في كامبريدج، وتخرج عام 1976 بدرجة بكالوريوس في الكيمياء. ومن عام 1976 إلى 1980، كان باحثًا في مختبر كافنديش بجامعة كامبريدج، حيث عمل مع أرشيبالد هاوي في المجهر الإلكتروني وبنية البلورات المعدنية. حصل على درجة الدكتوراه في الفيزياء من كامبريدج عام 1980، وكان موضوع أطروحته بعنوان: "بنية الجسيمات الفضية الصغيرة".

## المسيرة المهنية

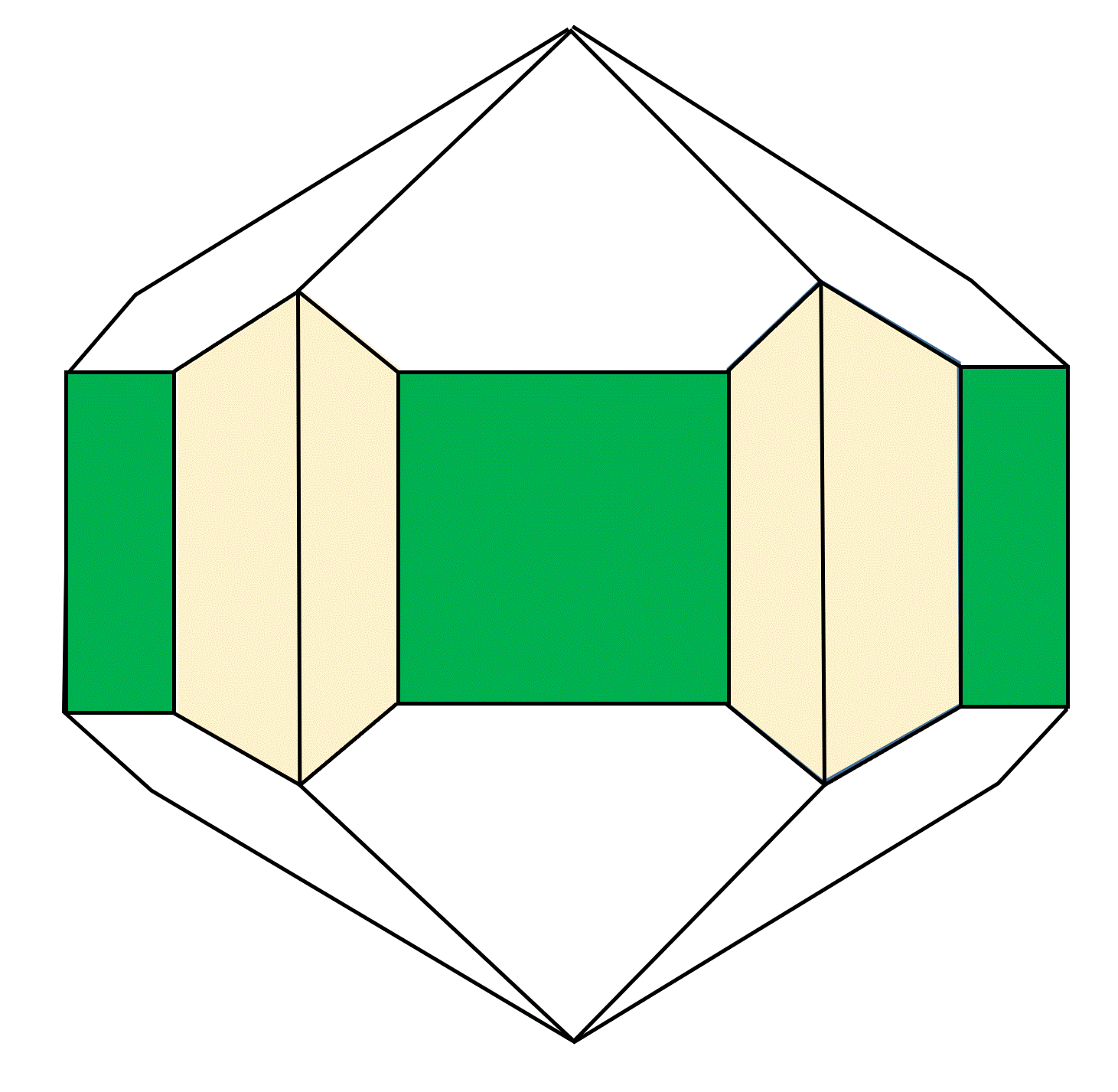
عُشري ماركس البلوري

من عام 1980 إلى 1983، عمل ماركس كمساعد باحث ما بعد الدكتوراه في مختبر كافنديش. ومن 1983 إلى 1985، عمل في قسم الفيزياء بجامعة ولاية أريزونا في تمبي، أريزونا، حيث أجرى دراسات على ظاهرة التوأمة النانوية، مما أدى إلى تطوير طرق لرؤية البنية الذرية لأسطح المواد النانوية.
في مارس 1985، انضم ماركس إلى هيئة التدريس في جامعة نورث وسترن كأستاذ مساعد في قسم علم وهندسة المواد. حصل على زمالة "سلون" للأبحاث في الفيزياء عام 1987. ومن أبحاثه المبكرة اكتشاف نوع من الجسيمات النانوية أصبح يُعرف باسم "عشاري ماركس".
تمت ترقيته إلى درجة أستاذ في يونيو 1992. وفي عام 2019، عمل كعالِم زائر كبير في معهد سوتشو لتقنية النانو والبيونانو (SINANO) التابع للأكاديمية الصينية للعلوم. وفي يوليو 2023، تم اختياره ضمن برنامج فولبرايت للعلماء الأميركيين، ما أتاح له إجراء أبحاث في الكهرباء الاحتكاكية في أستراليا. واعتبارًا من سبتمبر 2023، أصبح أستاذًا فخريًا في جامعة نورث وسترن.

## الجوائز والتكريمات
في عام 1989، حصل ماركس على جائزة بيرتون من جمعية المجهر الأمريكية تقديرًا لإنجازاته في مجالات المجهر والتحليل المجهري وهو دون سن الأربعين. كما حصل على جائزة بيرترام إي. وارن من الجمعية الأمريكية لعلم البلورات عام 2015، وجائزة المؤتمر الدولي لبنية الأسطح عام 2017.
تم انتخابه زميلًا في الجمعية الفيزيائية الأمريكية عام 2001 تقديرًا "لمساهماته في تقنيات التصوير الكمي والانحراف لتحديد البنية الذرية للأسطح والمواد الصلبة"، وأصبح زميلًا في جمعية المجهر الأمريكية عام 2017.